# Jarleku
Jarleku est le mot basque désignant la tombe de sa maison dans l'église. Dans certains endroits du Pays basque, chaque maison a eu, des siècles durant, sa tombe dans l'église même. La sépulture était recouverte d'une pierre incluse dans le pavage. Elle signifiait la parcelle de l'église correspondant à une maison, et c'est encore le cas dans bien des endroits. Plusieurs actes relatifs au culte domestique étaient exécutés à cet endroit. On y exerçait entre autres celui d'offrir des lumières avec des cierges de cire, offrir des comestibles ainsi que de l'argent pour le repos des défunts de la maison. Ici, comme au foyer, on invoque les âmes des disparus pour qu'ils assistent les vivants dans leurs nécessités quotidiennes. Le Jarleku nous apparaît donc comme un cas d'adaptation d'une ancienne coutume indigène aux exigences de la liturgie chrétienne et vice-versa. 
Le Jarleku est une partie inséparable de l'etxe (maison). C'est pour cela qu'on mentionnait l'appartenance à la maison sur les inscriptions des pierres tombales comme sur celles du jarleku.

## Étymologie
Jarleku signifie « lieu où l'on s'assoit » en basque. Le suffixe a désigne l'article : jarlekua se traduit donc par « l'endroit où l'on s'assoit ».